# Henry Jones (Orgelbauer)

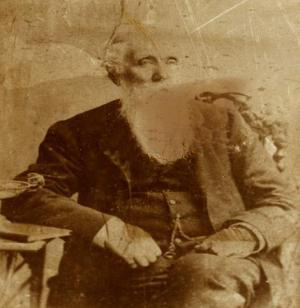
Henry Jones im Jahr 1872

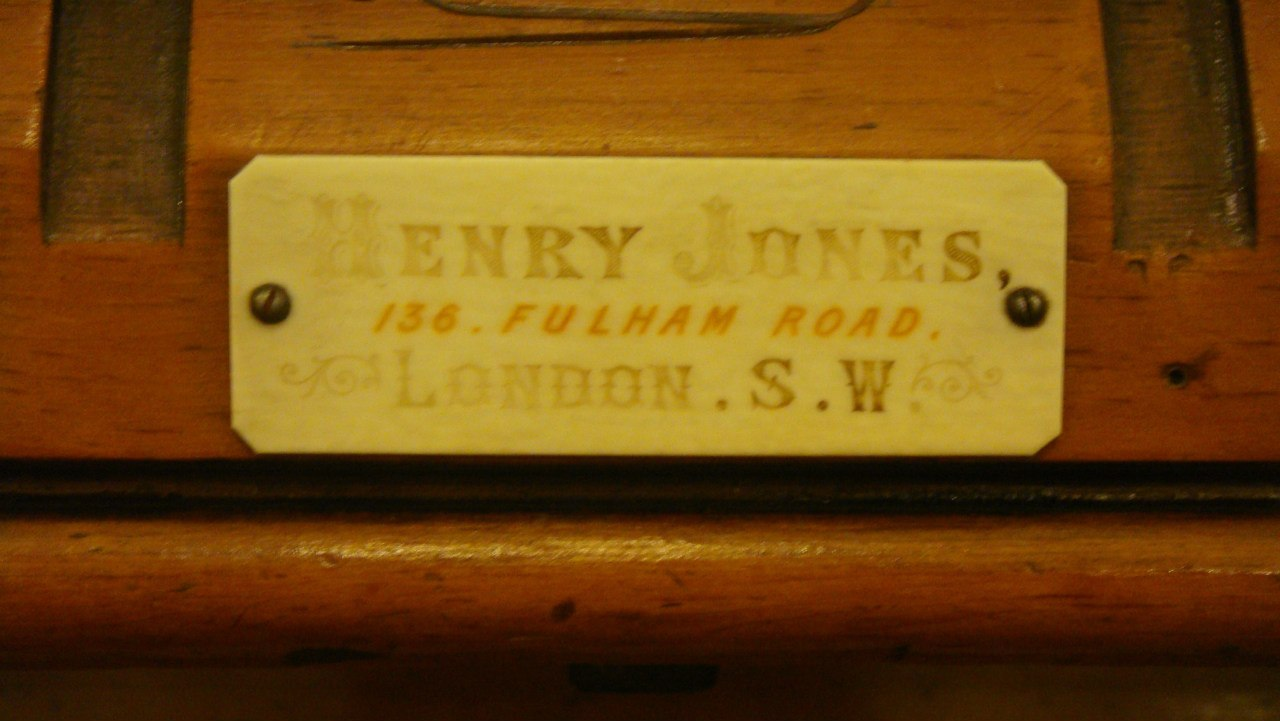
Jones' Firmenschild auf einer Orgel in Moskau

Henry Jones (* 19. Mai 1822 in Folkestone; † 18. Mai 1900) war ein britischer Orgelbauer.

## Leben
Henry Jones war ein Sohn des Schreiners Pilcher Jones und dessen Ehefrau Mary Hall und hatte vier Geschwister. Er lernte sein Handwerk bei Joseph Walker in London. Walkers Werkstatt befand sich in der Tottenham Court Road. 1845 machte Jones sich selbstständig. Er führte zunächst hauptsächlich Reparaturen aus. Die Adresse seiner Werkstatt war Pond Place 10 in Brompton. Im Jahr 1849 heiratete er Susannah Spain und nahm William Davis als Lehrling an. In den nachfolgenden Jahren baute er zunächst kleinere Orgeln. Ein größerer Auftrag war der Bau der Orgel für St Matthews in Bethnal Green 1861. Eine Orgel für die Weltausstellung im Jahr 1862 blieb in Christchurch, Reading, erhalten, ist aber nicht mehr spielbar.
Diese größeren Aufträge erlaubten es Jones, seine Werkstatt in die Fulham Road Nr. 136 in Brompton zu verlegen. Neben zahlreichen ein- bis zweimanualigen kleineren Orgeln baute er dort z. B. eine Orgel für St. Matthias in Earls Court, die während des Zweiten Weltkrieges zerstört wurde. Ein Instrument für die Internationale Ausstellung 1872 existierte bis 1912. Das Royal Aquarium stattete Henry Jones ebenfalls mit einer großen Orgel aus, die allerdings 1909 abgebrochen wurde. Das Gebläse der Orgel im Royal Aquarium wurde mit Dampfkraft betrieben; für den Notfall hatte sie aber auch mechanisch zu bedienende Bälge. Die Orgel sollte um 1912 verkauft werden, wurde aber stattdessen verkleinert und umgebaut. Nach mannigfachen Schicksalen kam sie in die Walcot Parish Church in Bath.
Bis 1967 existierte die Jones-Orgel der Servite Priory in der Fulham Road.
Die Kirche St Andrew’s in Mottingham, Kent, die 1880 geweiht wurde, wurde ebenfalls mit einer Henry-Jones-Orgel ausgestattet.
Aus der Zeit um 1880 stammt „Henry“, eine einmanualige Henry-Jones-Orgel, die einst in der United Reformed Church in Whetstone beheimatet war. Nachdem diese Kirche geschlossen worden war, wurde die Orgel im Juli 2022 von der Organisation Pipe up for Pipe Organs in den Bahnhof London Bridge verbracht, wo sie seitdem als öffentliche Orgel von jedermann gespielt werden kann.
Bis 1881 hatte er 306 Orgeln gebaut. Davon befanden sich 106 in London, 184 außerhalb Londons in England und 17 im Ausland. In den 1880er-Jahren übernahm Jones’ ältester Sohn Henry Spain Jones einen Großteil der Arbeit, doch Henry Jones zog sich nicht völlig in den Ruhestand zurück. 1885 baute er eine Orgel für die Inventions Exhibition in South Kensington. Sie wurde später in einer Londoner Musikhochschule weitergenutzt. im Jahr darauf erhielt er den Auftrag, eine Orgel für die National Art Treasures Exhibition in Folkestone zu bauen. Dieses Instrument galt als eines seiner besten Werke. Es wurde an die St Mary’s Church in Moseley weiterverkauft und gilt als einzige seiner größeren Orgeln, die noch in originalnahem Zustand erhalten geblieben ist. Allerdings besitzt sie seit 1927 ein elektrisches Gebläse und wurde 1966 bei einer Restauration nicht unerheblich verändert.
1886 baute er eine Orgel für St James in Edgbaston.
Aus dem Jahr 1892 stammt die Orgel in All Saints in South Wimbledon. 1894 wurde die letzte Orgel, an der Jones noch persönlich arbeitete, fertiggestellt. Sie war für die Bencher’s Chapel in Gray’s Inn bestimmt und fiel den Bombenangriffen des Zweiten Weltkriegs zum Opfer.  
Eine Henry-Jones-Orgel befindet sich in der Bernhardskapelle des Tagungshauses Erbacher Hof in Mainz.
Henry Jones wurde im Familiengrab der Jones auf dem Friedhof von Brompton beigesetzt. In einem Nachruf bezeichnete Reverend Edwart Husband ihn als einen „kind and worthy gentleman and a trusty friend“, der ein glückliches Leben gehabt habe.
Sein Sohn Henry Spain Jones lebte bis 1926, die Orgelbaufirma soll bestanden haben, bis die letzten Familienangehörigen bei einem Bombenangriff 1942 ums Leben kamen.